# Ignis (znamka gospodinjskih aparatov)
Ignis je italijanska blagovna znamka gospodinjskih aparatov, ustanovljena leta 1943. 

## Lastništvo
Je last podjetja Whirlpool Emea S.r.l. (Europe, Middle East and Africa) s sedežem v Peru (pokrajina Milano), hčerinske družbe ameriške multinacionalke Whirlpool Corporation, ki ima pod svojim okriljem tudi znamke Ariston, KitchenAid in Indesit.
Pred tem je bila last nizozemske družbe Philips, ki je leta 1988 53% svojega oddelka za gospodinjske aparate prodala zdajšnjemu lastniku.

## V popularni kulturi
Producenta Rai Fiction in Martinelli Film Company Int. sta leta 2014 o Guidu Borghiju, ustanovitelju podjetja, izdala TV miniserijo Mister Ignis - L'operaio che fondò un impero.